# ASA Târgu Mureș
El ASA Târgu Mureş fue un club de fútbol de Târgu Mureș (Rumania) que jugó en la Liga I, la liga de fútbol más importante del país. Fue uno de los equipos más potentes del fútbol rumano en los años 1970, liderado por László Bölöni.

## Historia
Fue fundado en el año 1962 en la ciudad de Târgu Mureș y en algún momento fue uno de los equipos más fuertes de Rumania, donde jugó 21 temporadas en la Liga I. Luego de la caída del Régimen Comunista en 1989, el equipo fue bajando de categoría, tanto que a inicios de la década de 1990 ya estaba en la Liga III.
En el año 2005, el equipo cambió de nombre por el de Maris Târgu Mureş, pero sin efecto alguno, regresando al anterior y al final de la Temporada 2006/07, el equipo desapareció por quedar de último y descender al fútbol aficionado. El sucesor en la ciudad es el FCM Târgu Mureș. 
A nivel internacional participó en 3 torneos continentales, en los cuales fue eliminado en la Primera Ronda en cada uno de ellos.

## Palmarés
- Liga I: 0
  - Subcampeón: 1

1974/75
- Liga II: 4

1966/67, 1970/71, 1986/87, 1990/91
- Liga III: 0
  - Subcampeón: 1

2004/05
- Supercopa de Rumanía: 1

2015
- Copa de los Balcanes: 0
  - Finalista: 1

1973

## Participación en competiciones de la UEFA
| Temporada | Torneo   | Ronda | Club              | Casa | Visita | Global |
| --------- | -------- | ----- | ----------------- | ---- | ------ | ------ |
| 1975-76   | UEFA Cup | 1     | Dinamo Dresde     | 2-2  | 1-4    | 3-6    |
| 1976-77   | UEFA Cup | 1     | GNK Dinamo Zagreb | 0-1  | 0-3    | 0-4    |
| 1977-78   | UEFA Cup | 1     | AEK Atenas FC     | 1-0  | 0-3    | 1-3    |

### Récord europeo
| Torneo                         | Temporadas | J | G | E | P | GF | GC | GD  |
| ------------------------------ | ---------- | - | - | - | - | -- | -- | --- |
| UEFA Europa League / Copa UEFA | 3          | 6 | 1 | 1 | 4 | 4  | 13 | – 9 |
| Total                          | 3          | 6 | 1 | 1 | 4 | 4  | 13 | – 9 |

## Jugadores

### Jugadores destacados
- László Bölöni